# Opel Adam
 Ikke at forveksle med Adam Opel.
Opel Adam er en minibil fra bilfabrikanten Opel. Bilen findes også som Vauxhall Adam.
Adam blev præsenteret den 22. september 2012 på fabrikantens 150-års fødselsdag. Salget er sat til at starte 19. januar 2013.
Bilen findes i første omgang kun som tredørs og er baseret på en forkortet platform fra den kommende Corsa E. Bilen bygges på Opels fabrik i Eisenach.
Adam vil ikke kun som normalt have sit navn bagpå, men også på C-søjlerne.
Udover tredørsudgaven er også en cabrioletudgave planlagt til at fejre sin premiere på Geneve Motor Show i marts 2013.

## Udstyr
Adam findes i fire forskellige udstyrsvarianter:
- Adam: Basisversion

I basisversionen har Adam radio, el-ruder og -sidespejle, dagkørelys, ABS, ESP, centrallåsesystem samt servostyring med såkaldt City-modus.
- Jam: Højere udstyret version

Jam-modellen har samme udstyr som basisversionen samt klimaanlæg, fartpilot, kørecomputer, læderrat, alufælge samt cd-afspiller og Bluetooth.
- Glam: Luksuriøs version

Glam har derudover som standard klimaautomatik, LED-dagkørelys og panoramaglastag.
- Slam: Sportslig version[2]

Topmodellen Slam har derudover stærkt tonede, varmedæmpende ruder bagi, dellæder, større alufælge, LED-baglygter samt sportsundervogn. Panoramaglastaget hører dog ikke til standardudstyret.

## Tekniske specifikationer
I første omgang kommer Adam til at findes med de allerede fra Corsa kendte 1,2- og 1,4-liters benzinmotor med effekt fra 51 kW (70 hk) til 74 kW (100 hk). Alle motorer er som standard kombineret med en femtrins manuel gearkasse.
Senere introduceres en ny motorfamilie udviklet i joint venture med SAIC Motor. Denne består af tre- og firecylindrede benzinmotorer med slagvolume fra 1,0 til 1,4 liter samt en dieselmotor på 1,6 liter. Alle disse motorer har direkte indsprøjtning og turbolader, og opfylder den fremtidige Euro6-norm. Opel har også planlagt en hybridudgave af Adam og fra 2014 også en elbiludgave.
| Model | Cylindre | Ventiler | Slagvolume cm³ | Max. effekt kW (hk) / omdr. | Max. drejningsmoment Nm / omdr. | Motorkode | 0-100 km/t sek. | Topfart km/t | Årgange  |
| ----- | -------- | -------- | -------------- | --------------------------- | ------------------------------- | --------- | --------------- | ------------ | -------- |
| 1.2   | 4        | 16       | 1229           | 51 (70) / 5600              | 115 / 4000                      | A12XEL    | 14,9            | 165          | 1/2013 − |
| 1.4   | 4        | 16       | 1364           | 64 (87) / 6000              | 130 / 4000                      | A14XEL    | 12,5            | 176          | 1/2013 − |
| 1.4   | 4        | 16       | 1364           | 74 (100) / 6000             | 130 / 4000                      | A14XER    | 11,5            | 185          | 1/2013 − |